# 안토니우 구테흐스
안토니우 마누엘 드 올리베이라 구테흐스(포르투갈어: António Manuel de Oliveira Guterres, 문화어: 안또니오 마누엘 데 올리베이라 구떼헤스, 1949년 4월 30일 ~ )는 제9대 유엔 사무총장이다. 1995년~2002년 포르투갈의 총리를 지냈고, 2005년 6월부터 2015년 12월까지 유엔 난민 기구에 재직하였다.
리스본 출신이다. 리스본 기술대학교에서 물리학과 전기공학을 전공했다. 1972년 군사정권 당시 합법화되지 않았던 사회당에 입당했다. 정당활동 자유화 후 적극적으로 정치에 참여했으며, 국회의원으로 선출되었다. 아니발 카바쿠 실바 정권 시절인 1992년, 사회당 대표로 선출되어 야당을 이끌었다. 1995년 총선에서 당을 승리로 이끌어, 총리로 취임했다. 1999년 총선에서 다시 승리했으며, 그 해에 사회주의 인터내셔널 대표가 되었다. 2002년 인기가 떨어져 총선을 앞두고 퇴임하였다. 2006년까지 사회주의 인터내셔널 대표로 있었다. 2005년 국제연합 난민 고등판무관으로 임명되어 2015년까지 고등판무관으로 활동했다. 2016년 10월 13일 반기문의 후임으로 유엔 사무총장에 선출되었다.

## 학력
- 1971년: 리스본대학교 물리학, 전기공학 학사
- 2010년: 명예박사, Universidade da Beira Interior
- 2014년: 명예박사, Meiji University
- 2016년: 명예박사, Carleton University
- 2016년: 명예박사, Universidade de Coimbra
- 2016년: 명예박사, Universidad Europea de Madrid
- 2017년: 명예박사, University of South Carolina

## 경력
- 1974년: 포르투갈 사회당
- 1976년 ~ 1995년: 포르투갈 국회의원
- 1981년 ~ 1983년: 유럽이사회 이사
- 1981년 ~ 1983년: 유럽이사회 인구, 이민, 난민위원회 의장
- 1991년 ~ 2002년: 포르투갈 난민협의회 이사
- 1992년 ~ 1999년: 사회주의인터내셔널 부대표
- 1992년 ~ 2002년: 포르투갈 사회당 대표
- 1995년 10월 ~ 2002년 4월: 포르투갈 총리
- 1999년 ~ 2005년: 사회주의인터내셔널 대표
- 2000년: 유럽이사회 의장
- 2005년 6월 ~ 2015년 12월: 제10대 유엔난민기구 고등판무관
- 2017년 1월 1일 ~ : 제9대 유엔 사무총장

## 같이 보기
- 기후변화 완화